# Mireia Belmonte
Mireia Belmonte García (født 10. november 1990 i Badalona) er en spansk professionel svømmer. Hun har speciale i disciplinerne frisvømning, individuel medley (IM) og fly, som hun helst gerne vil svømme i lange distancer og helst på langbane (50 meter). Desuden har hun tretten spanske rekorder, en europarekord og en verdensrekord. Hun er 1,70 meter høj og vejer 62 kilo.

## Tidlige liv
Belmonte blev født på Hospitalet de Llobregat i Badalona, som ligger i den spanske delstat Catalonien. Hun udmærkede sig allerede som 5-årig til at svømme, hvor hun lærte hurtigere og var bedre end alle andre på hendes hold. Da hun var 11 havde hun den spanske rekord for hendes alder i 100 m fri, 400 m fri, 200 m individuel medley og 100 m fly.
I 2006 svømmede hun for Spanien til både FINA junior-VM og junior-EM. Til disse mesterskaber blev hun juniorverdensmester i 400 m fri og 400 m individuel medley, hvilket desuden var Spaniens eneste to guldmedaljer, og hun blev junioreuropamester i 200 m fri samt i 400 m individuel medley.

## Olympiske lege

### Beijing 2008
I 2008 tog Belmonte for første gang af sted mod de Olympiske Lege, som blev afholdt i Beijing, Kina, i en alder af 17 år. Hun havde kvalificeret sig i tre individuelle løb og var med i en holdkap. Hun fik ingen medaljer, men kom i top-25 i alle sine løb inklusiv holdkappen.
| 2008  | 200 m bryst | 200 m individuel medley | 400 m individuel medley | 4x100 m holdmedley |
| ----- | ----------- | ----------------------- | ----------------------- | ------------------ |
| Tid   | 2.29,46     | 2.12,75                 | 4.37,91                 | 4.06,40 (1.10,46)  |
| Plads | 24          | 14                      | 14                      | 15                 |

Et af Belmontes løb ved sommer-OL 2008 var 200 m bryst. Hun svømmede på bane 7 og hun svømmede i tiden 2.29,46, hvilket ikke bragte hende til semifinalen, men hun fik i stedet en 24.-plads.
I det andet af Belmontes løb, 200 m individuel medley, svømmede hun i de indledende heat på bane 5. Hun svømmede løbet på 2.12,75, hvilket kvalificerede hende til semifinalerne. I semifinalen gik hun dog over sin tid fra de indledende heat og hun endte på en 14.-plads.
Det tredje og sidste af Belmontes individuelle løb var 400 m medley, hvor hun svømmede sig til tiden 4.37,91. Dette bragte hende ikke til finalen, men sikrede hende igen en 14.-plads.
Sammen med Nina Zhivanevskaya, Angela San Juan og María Fuster svømmede Belmonte 4x100 m holdmedley, hvor hun svømmede brystdelen i tiden 1.10,46. Den samlede tid var 4.06,40, hvilket gav spanierne en 15. og næstsidste plads; de var kun hurtigere end Ukraine.

### London 2012
Sommer-OL 2012 i London var Belmontes andet OL, og her vandt vandt hun to medaljer, begge af sølv, i 800 m fri og 200 m fly. Hun stillede op i fem individuelle løb og en holdkap.
| 2012  | 400 m fri | 800 m fri | 200 m fly | 200 m individuel medley | 400 m individuel medley | 4x200 m fri       |
| ----- | --------- | --------- | --------- | ----------------------- | ----------------------- | ----------------- |
| Tid   | 4.08,20   | 8.18,76   | 2.05,25   | 2.11,54                 | 4.35,62                 | 7.54,59 (1.59,18) |
| Plads | 13        | Sølv      | Sølv      | 10                      | 8                       | 10                |

I 400 m fri var Belmonte blevet rangeret som den tredje bedste i sit heat, hvor hun svømmede distancen på 4.08,20. Hun fik en 13.-plads for dette, hvilket placerede hende fem pladser fra finalen.
Belmonte svømmede også 800m fri ved Sommer-OL 2012. I det indledende heat blev hun nummer tre i tiden 8.25,26 minutter efter amerikaneren Katie Ledecky, og i finalen gik det på samme måde: Ledecky vandt guld lidt mere end fire sekunder foran Belmonte, der på andenpladsen svømmede i 8.18,76, mens briten Becky Adlington var yderligere halvandet sekund efter på bronzepladsen.
Belmonte fik sin anden sølvmedalje i 200m fly, hvor hun først blev nummer tre i 2.08,18 i indledende heat, derpå nummer to i 2.06,62 i semifinalen, inden hun sikrede sig sin anden sølvmedalje i finalen. I dette løb delte hun føringen i begyndelsen med kinesiske Liu Zige, men havde lagt for hårdt ud og sluttede sidst. Til gengæld kom hendes landsmand Jiao Liuyang stærkt mod slutningen og overhalede Belmonte med 25 m tilbage. Belmonte holdt dog de øvrige bag sig og sluttede i tiden 2.05,25 minutter, verdens niendehurtigste tid på det tidspunkt; japaneren Natsumi Hoshi vandt bronze.

### Rio de Janeiro 2016
Ved OL 2016 i Rio de Janeiro stillede hun op i fem individuelle discipliner og vandt guld i 200 m fly samt bronze i 400 m medley.
| 2016  | 400 m fri | 800 m fri | 200 m fly | 200 m medley | 400 m medley |
| ----- | --------- | --------- | --------- | ------------ | ------------ |
| Tid   | 4.08,20   | 8.18,76   | 2.05,25   | 2.11,54      | 4.35,62      |
| Plads | 15        | 4         | Guld      | 16           | Bronze       |

Belmonte havde en sølvmedalje at forsvare i 800 m fri ved legene. Hun vandt sit indledende heat i tiden 8.25,55 minutter, men i finalen måtte hun med tiden 8.18.55 nøjes med en fjerdeplads; Katie Ledecky genvandt sin guldmedalje fra 2012.
I 200 m fly havde hun ligeledes en sølvmedalje at forsvare fra 2012. Hun vandt først sit indledende heat i tiden 2.06,64, hvorpå hun i semifinalen med tiden 2.06,06 blev nummer to efter australieren Madeline Groves. Men i finalen fik Belmonte revanche og med tiden 2.04,85 var hun blot 0,03 sekund foran Groves, mens japaneren Natsumi Hoshi med 2.05,20 igen vandt bronze.
I 400 m medley var ungareren Katinka Hosszú storfavorit, og Belmonte var oppe mod netop Hosszú i indledende heat, hvor ungareren vandt klart, men Belmonte blev toer i tiden 4.32,75 og kvalificerede sig til finalen. Her var Hosszú igen suveræn og vandt med et forspring på næsten fem sekunder til amerikaneren Maya DiRado, mens Belmonte tog bronzen 4.32,39 minutter, lidt over et sekund efter DiRado.

## Europa- og verdensmesterskaber
Belmonte har deltaget flere gange ved både europa- og verdensmesterskaberne på langbane og kortbane, blandt andet EM på kortbane i 2013 i Jyske Bank Boxen i Herning, Danmark.

### Verdensmesterskaberne

#### Langbane
Belmontes første medaljer ved VM på langbane er fra Barcelona, Spanien. Hun vandt her sine to sølvmedaljer i 200 m fly (2.04,73) og 400 m individuel medley (4.31,21) samt bronze i 200 m medley i 2.09,45 efter australske Alicia Coutts og ungarske Katinka Hosszú.
Ved VM 2017 i Budapest vandt hun guld i 200 m fly og sølv i 1500 m fri samt 400 m medley.
| Verdensmesterskab | Guld | Sølv | Bronze |
| ----------------- | ---- | ---- | ------ |
| 2013              | -    | 2    | 1      |
| 2017              | 1    | 2    | -      |
| I alt             | 1    | 4    | 1      |

- Note: Diagrammet starter fra første medalje og ikke fra første optræden

#### Kortbane
Ved VM på kortbane vandt Belmonte sin første medalje i 200 m medley i tiden 2.07,47 i 2008 i Manchester, England. Dette bragte hende en andenplads bag zimbabwianske Kirsty Coventry. Belmonte vandt også en bronzemedalje i 2008 i 400 m medley med tiden 4.27,55. I 2010 i Dubai, Forenede Arabiske Emirater vandt hun tre guldmedaljer i henholdsvis 200 m fly (2.03,59), 200 m medley (2.05,73) og 400 m medley (4.24,21). Hun vandt også en sølv i Dubai i 800 m fri med tiden 8.12,48.
| VM på kortbane | Guld | Sølv | Bronze |
| -------------- | ---- | ---- | ------ |
| 2008           | -    | 1    | 1      |
| 2010           | 3    | 1    | -      |
| 2012           | -    | -    | -      |
| I alt          | 3    | 2    | 1      |

- Note: Diagrammet starter fra første medalje og ikke fra første optræden

### Europamesterskaberne

#### Langbane
Belmontes første medalje ved et europæisk langbanemesterskab i svømning var i Helsinki, Finland i 2000, hvor hun vandt bronze i 200 m fly. I 2008 i Eindhoven, Holland vandt hun bronze i 200 m fly i tiden 2.09,32. Her vandt hun også guld i 200 m medley med tiden 2.11,16. Ved EM i 2010 i Budapest, Ungarn fik Belmonte ingen medaljer, men i 2012 i Debrecen gik det godt. Belmonte vandt guld i 1.500 m fri i 16.05,34, og hun vandt sølv i 400 m fri i 4.05,45. Hendes bedste EM har dog været 2014 i Berlin, hvor hun vandt vandt guld i 1.500 m fri og 200 m fly, sølv i 800 m fri og 400 m medley samt bronze i 400 m fri og 5 km.
| Europæisk langbanemesterskab | Guld | Sølv | Bronze |
| ---------------------------- | ---- | ---- | ------ |
| 2000                         | -    | -    | 1      |
| 2002                         | -    | -    | -      |
| 2004                         | -    | -    | -      |
| 2006                         | -    | -    | -      |
| 2008                         | 1    | -    | 1      |
| 2010                         | -    | -    | -      |
| 2012                         | 1    | 1    | -      |
| 2014                         | 2    | 2    | 2      |
| 2016                         | -    | 2    | 1      |
| I alt                        | 4    | 5    | 5      |

- Note: Diagrammet starter fra første medalje og ikke  fra første optræden

#### Kortbane
I år 2007 fik Belmonte sin debut som professionel svømmer ved EM i kortbanesvømning i Debrecen, Ungarn. Her svømmede hun sig til sølv i 400 individuel medley (IM), lige efter italienske Alessia Filippi og lige før franske Camille Muffat, i tiden 4.31,06. Ved EM i kortbanesvømning i 2008 i Rijeka, Kroatien fik hun dog en guld i samme disciplin som året før, her svømmede Belmonte nu 4.27,12, altså en forbedret tid fra forrige år. Igen i 2009 fik Belmonte sølv i 400 individuel medley i Istanbul, Tyrkiet, men her svømmede hun dårligere end tidligere i tiden 4.27,60.
I år 2010 fik hun ingen medaljer, men ved EM i kortbanesvømning i 2011 i Szczecin, Polen, hentede hun fire guldmedaljer hjem i henholdsvis 400 fri (3.56,39), 200 fly (2.03,37), 200 individuel medley (IM) (2.07,06) og 400 individuel medley (IM) (4.24,55), hvor hun på den sidstnævnte satte mesterskabsrekord. Belmonte vandt heller ingen medaljer i Chartres, Frankrig. I Herning, Danmark, havde Belmonte succes og tog fire guldmedaljer i henholdsvis 400 fri (3.56,14), 800 fri (8.05,18), 200 fly (2.01,52) og 400 individuel medley (IM) (4.21,23).
| Europæisk kortbanemesterskab | Guld | Sølv | Bronze |
| ---------------------------- | ---- | ---- | ------ |
| 2007                         | -    | 1    | -      |
| 2008                         | 1    | -    | -      |
| 2009                         | -    | 1    | -      |
| 2010                         | -    | -    | -      |
| 2011                         | 4    | -    | -      |
| 2011                         | -    | -    | -      |
| 2013                         | 4    | -    | -      |
| I alt                        | 9    | 2    | 0      |

- Note: Diagrammet starter fra første medalje og ikke fra første optræden

## Sponsorer
Officielt bliver Belmonte sponsoreret af følgende tre sponsorer:
- Nike
- Braun
- Universidad Católica de Murcia (UCAM)